# دهه ۵۲۰ (پیش از میلاد)

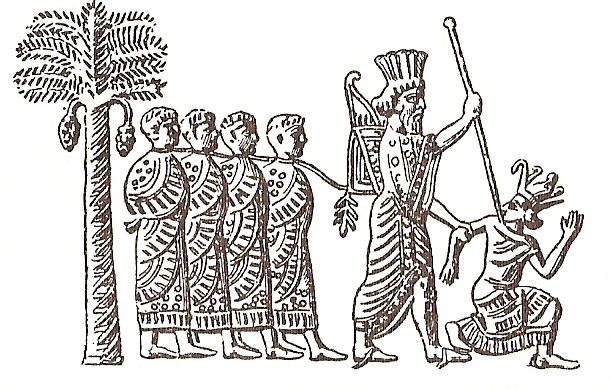
دهه ۵۲۰ پیش از میلاد

دهه ۵۲۰ (پیش از میلاد) ۵۲مین دهه قبل از مبدا شروع تقویم میلادی است.

## زادگان
- ۵۲۱ (پیش از میلاد)—لئونیداس. شاه اسپارت
- ۵۲۵ (پیش از میلاد)—آیسخولوس، پدیدآور افسانه‌های یونانی (حدود ۴۵۶ (پیش از میلاد))
- دهه ۵۲۰ (پیش از میلاد)—پیندار، شاعر یونانی
- ۵۲۰ (پیش از میلاد)—پانینی، زبان‌شناس هندو در شبه‌قاره هند (حدود ۴۶۰ (پیش از میلاد))

## درگذشتگان
- ژوئیه، دهه ۵۲۰ (پیش از میلاد)—کوروش بزرگ، پادشاه امپراتوری هخامنشی
- دهه ۵۲۰ (پیش از میلاد)—آناکسیمنس، مردم یونانی فیلسوف (۵۸۵ (پیش از میلاد))
- 527 BC—Peisistratus, جبار آتن
- ۵۲۵ (پیش از میلاد)—پسامتیخ سوم، آخرین فرعون از دودمان بیست‌وششم مصر
- دهه ۵۲۰ (پیش از میلاد)—کمبوجیه دوم، پادشاه هخامنشیان
- دهه ۵۲۰ (پیش از میلاد) — Polycrates، جبار ساموس
- سپتامبر، دهه ۵۲۰ (پیش از میلاد)—بردیا، پادشاه هخامنشیان